# 中达尔富尔州
中達爾富爾州（阿拉伯语：‎）是苏丹的18个州之一，位於該國西北部，西鄰乍得。面积79,460平方千米，人口為1,006,801人（2006年），首府扎林盖。 苏丹政府2011年6月7日批准了苏丹西部达尔富尔地区新行政区划，决定把现有的3个省调整成5个省。中达尔富尔为新设省份之一。